# Латні обладунки

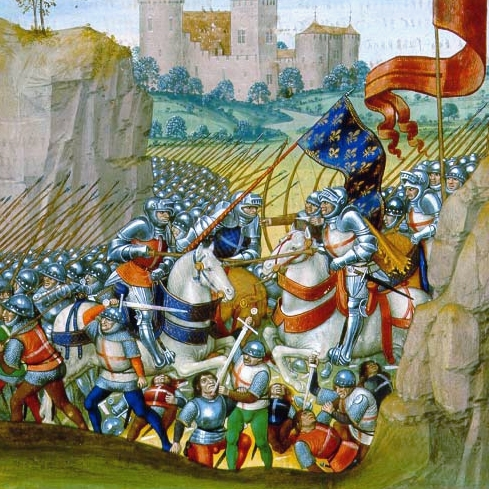
Битва під Азенкуром. Мініатюра з рукопису «Хроніки» Ангеррана де Монстреле 1495 року

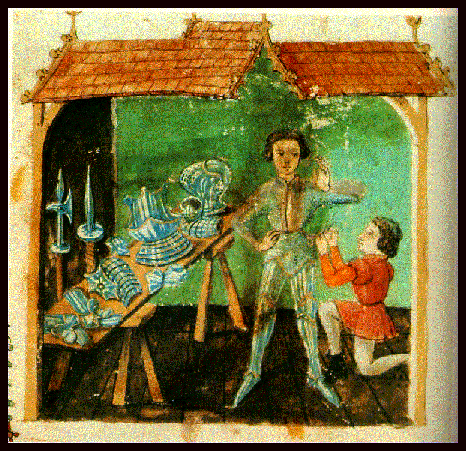
Одягання лицаря в його лати. Мініатюра рукопису XV століття

Латні обладунки (лати) — виріб, обладунок з різних за формою і розміром металевих пластин, викуваних за формою частин тіла воїна і коня, для їх захисту. За іншим визначення — це складова частина обладунку, який складався з нагрудника, верхній край якого був забезпечений ребром, щоб зупиняти вістря меча або списа супротивника і з спинного прикриття (тобто інша назва кіраси). Була поширена в Україні у часи ВКЛ, Речі Посполитої. 
Повний латний обладунок використовувався з кінця XIV — початок XV століття по кінець XVI століття. До цього лицарі одягали перед боєм сталевий шолом і кольчугу, починаючи з XIII століття доповнювалося англ. coat of plates — ранньою бригантиною, що являла собою сюрко, посилене підкладкою з металевих пластин. У XIV столітті з'явилися класичні бригантини, які еволюціонували до кінця століття в латну кірасу (в XIII столітті кірасою називався нагрудник з вивареної шкіри). І в тому ж XIV столітті з'явився латний захист кінцівок, спочатку носився в поєднанні з бригантиною.

## Різновиди
- Латний захист кінцівок
- Білий обладунок
- Міланський обладунок
- Кастенбруст
- Уоріковскій обладунок
- Готичний обладунок
- Максиміліанівський обладунок
- Гринвічський обладунок
- Обладунковий гарнітур

Парадні і турнірні

- Парадний обладунок
- Турнірний обладунок
- Костюмний обладунок
- Гротескний обладунок

Напів лати

- Ландскнехтскій обладунок
- Кірасирський обладунок
- Гусарський обладунок
- Рейтарський обладунок

Східні аналоги

- Зерцало[2]